# 多梅尼科·多爾切
多梅尼科·多爾切（義大利語：Domenico Dolce，義大利語：[ˈdol.tʃe]，1958年8月13日—）意大利时装设计师，企业家。1985年，与史蒂法諾·加巴納（Stefano Gabbana）創辦豪華時裝設計公司杜嘉班纳（英語：DOLCE&GABBANA），兩人姓氏是品牌名稱來源。